# سوغلدي (قرة باشلو)
سوغلدي (بالفارسية: سوگلدی) هي قرية تقع في إيران في قسم قرة باشلو الريفي. يقدر عدد سكانها بـ 112 نسمة بحسب إحصاء 2016.